# Вулиця Яблунева (Тернопіль)
Вулиця Яблунева — вулиця в мікрорайоні «Кутківці» міста Тернополя. 

## Відомості
Головна частина вулиці розпочинається від вулиці Тернопільської, пролягає на схід до вулиці Чумацької, де і закінчується. Інша частина пролягає дугою навколо вулиці Приміської. На вулиці розташовані переважно приватні будинки.

## Комерція
- Детейлінг центр «Вірус» (Яблунева, 15А)

## Транспорт
Рух вулицею — двосторонній, дорожнє покриття — асфальт. Громадський транспорт по вулиці не курсує, найближчі зупинки знаходяться на вулиці Тернопільській.